# Luciano Ferreira
 Luciano Ferreira de Paula  (Vitória, 1 de agosto de 1985) é um voleibolista brasileiro praticante da modalidade de vôlei de praia que conquistou a medalha de bronze na edição do Campeonato Mundial Universitário de Vôlei de Praia de 2012 no Brasil.

## Carreira
A iniciação com o vôlei de quadra deu-se quando tinha 19 anos de idade nos finais de semana na escola onde estuou, depois despertou o interesse da Universidade Estácio de Sá que ofereceu uma bolsa de estudos para representar o elenco de voleibol indoor da instituição nas competições universitárias, e foi onde conheceu Hederson Tonini “Heder”, este já competia no vôlei de praia, e após esse contato foi convidado a compor a dupla nesta modalidade para competições em 2008 e  no segundo evento que disputou conseguiram avançar do qualificatório (qualifying).
No Circuito Brasileiro de Vôlei de Praia de 2009 disputou ao lado de José Valdênio “Valredes” o qualifying em Belém, atuou novamente ao lado de Hederson Tonini “Heder” na etapa de Vitória, quando encerraram na décima nona posição, depois com Fred Dória obteve o vigésimo quinto lugar na etapa de Balneário Camboriú  e também na etapa de Santa Maria>, com Ricardo Brandão alcançaram o nono lugar na etapa de Teresina, o décimo nono posto em Fortaleza e em João Pessoa, voltaram ocupar o nono lugar em Recife , mesmo posto obtido na etapa de Maceió e o décimo terceiro lugar na etapa de Salvador e com este jogador finalizou na décima nona posição na classificação geral.
Continuou com Ricardo Brandão na disputa do Circuito Brasileiro de Vôlei de Praia de 2010 conquistando o décimo terceiro posto na etapa de Caxias do Sul, décimo nono lugar na etapa de Balneário Camboriú, mesmo posto obtido ao lado de Nelsinho Eickhoff na etapa de São José dos Campos, terminando na nona posição na etapa de Uberaba, no trigésimo terceiro lugar na etapa de Goiânia e em Campo Grande , depois com a parceria ao lado de Júlio César alcançou o quinto lugar na etapa de Fortaleza, depois o décimo terceiro posto em João Pessoa e Maceió, ainda décima nona colocação em Vila Velha.
Formando dupla com Vinícius dos Santos disputou a edição do Campeonato Mundial Universitário de Vôlei de Praia de 2010 sediado em Alanyaquando finalizaram na quarta posição.Com Júlio César representou o país na Continental Cup de 2010 na etapa de La Paz, Bolívia e com este atleta ainda disputou o Circuito Sul-Americano de Vôlei de Praia de 2010-11 na etapa de Cabo do Santo Agostinho
Com Júlio César disputou o Circuito Sul-Americano de Vôlei de praia de 2010-11 Viña del Marobtendo a medalha de prata; juntos conquistaram o título da etapa do Circuito Estadual de Vôlei de Praia de 2011 e com Felipe Terra alcançou o vice-campeonato na etapa de Brasília.
Na temporada do Circuito Brasileiro de Vôlei de Praia Open de 2011 competiu novamente com Júlio César alcançando o décimo quinto lugar na etapa de Vitória, trigésima quarta posição no Rio de Janeiro , depois terminaram na décima quarta colocação em Curitiba, novamente o trigésimo quarto lugar na etapa de Santa Maria, a já na etapa de Salvador esteve com  Gilmário Vidal quando finalizaram na décima primeira posição, quinto posto em Aracaju, vigésimo segundo lugar na etapa de Maceió, mudou de parceiro na etapa seguinte, competindo com Bernardo  Lima terminou na décima segunda posição, ao lado de Márcio Gaudie terminou no vigésimo quarto lugar na etapa de João Pessoa.
E com Gilmário Vidal disputou pela primeira vez uma etapa do Circuito Mundial de Vôlei de Praia de 2012 , ocasião que finalizaram na quadragésima primeira colocação no Aberto de Brasília, também disputaram o Circuito Sul-Americano de Vôlei de Praia de 2011-12 alcançando a medalha de ouro na etapa de Cartagena das Índias.
E com Álvaro Filho conquistaram a medalha de bronze na edição do Campeonato Mundial Universitário de Vôlei de Praia de 2012 realizado em Maceió, juntos disputaram o Circuito Brasileiro de Vôlei de Praia Challenger neste mesmo ano e foram vice-campeões na etapa de Aracaju e também em Campo Grandee o quarto lugar na etapa de Maceió e sagraram-se os primeiros campeões deste circuito.Participou do Desafio 4x4 de 2012 (Desafio de Voleibol Banco do Brasil), entre Brasil e Argentina, realizada a primeira etapa em Teresina, compôs o time brasileiro ao lado de Shaylyn Bedê,  Izabel Cristina e Ferndão Magalhães e a técnica foi Sandra Pires conquistando o título e repetindo o feito em Manaus.
Com Gilmário Vidal conquistou pela abertura do Circuito Brasileiro de Vôlei de Praia de 2012 o terceiro lugar da etapa de Salvador, depois com este atleta disputou o Circuito Estadual de Vôlei de Praia de 2012 e conquistaram o título na etapa de Salvador e terminaram com o vice-campeonato na etapa de João Pessoa, depois com Álvaro Filho conquistou o título na etapa de Brasília e novamente foi vice-campeão na etapa de Porto Alegre quando jogou com Léo Vieira.Formou dupla com Rodrigo Saunders  na conquista do vice-campeonato na etapa do Rio de Janeiro pelo Circuito Brasileiro de Vôlei de Praia Nacional de 2012-13.
Com Oscar Brandão disputou a etapa de Goiânia do Circuito Brasileiro de Vôlei de Praia Open de 2012-13 terminando na décima terceira posição, a nona na etapa de Belo Horizonte, depois com Rodrigo Saunders alcançou o quinto lugar em Campinas
, com quem terminou em nono lugar na etapa de Curitiba, quinta posição em São Luís, também em Fortaleza, depois ficaram na décima terceira posição em João Pessoa, ainda a nona colocação em Maceió  e o décimo terceiro poso na etapa de Brasília, e na classificação geral finalizou na décima colocação.
No Circuito Brasileiro de Vôlei de Praia Challenger de 2013 alcançou a terceira posição ao lado de  Jorge Terceiro “Gia” na etapa de Teresina, depois pela etapa de Brasília do Circuito Brasileiro de Vôlei de Praia Nacional de 2013-14 jogou ao lado de Rhooney Ferramenta conquistando o vice-campeonato; já no Circuito Brasileiro de Vôlei de Praia Open de 2013-14 voltou atuar com Márcio Guadie e terminaram nona posição na etapa de Recife, décimo terceiro posto em Vitória, ainda jogou com Jorge Terceiro “Gia” terminando em quinto lugar na etapa do Guarujá, depois o décimo terceiro posto com  Rhooney Ferramenta na etapa de São José, depois terminou na quinta posição na etapa de Natal ao lado de Gilmário Vidal, foi a mesma colocação obtida com Edson Filipe em João Pessoa com quem terminou na décima terceira posição na etapa de Maceió.
E ainda ao lado de Edson Filipe conquistou o vice-campeonato na edição do Super Praia B de 2014, este realizado em Salvador.Na edição do Circuito Brasileiro de Vôlei de Praia Challenger de 2014 conquistou o vice-campeonato na etapa de Bauru  com Fábio Guerra, na sequencia esteve com  Daniel Souza quando disputou etapas do Circuito Brasileiro de Vôlei de Praia Open de 2014-15 alcançando os quintos lugares nas etapas de Vitória e Campinas, depois formou dupla com Bruno Oscar Schmidt conquistando o vice-campeonato na etapa de São José e foram campeões na etapa de Porto Alegre, ainda juntos terminaram em quinto lugar nas etapas de João Pessoa e Fortaleza e com Léo Vieira terminou na quinta posição na etapa de Jaboatão dos Guararapes; ainda com esta formação de dupla não pontuou no Aberto de Lucerna pelo Circuito Mundial de Vôlei de Praia de 2015.
Permaneceu atuando com Léo Vieira na edição do Circuito Brasileiro de Vôlei de Praia Challenger de 2015 quando foram campeões na etapa de Chapecó  e de Cabo Frio, terminando com a terceira posição na classificação geral final
Depois disputou ao lado de Márcio Araújo as etapas do Circuito Mundial de 2015, terminando na quadragésima primeira no Grand Slam de Long Beach e o décimo nono posto no Aberto do Rio de Janeiro, e  as etapas do Circuito Brasileiro de Vôlei de Praia Open de 2015-16, e terminaram na quinta posição em Brasília, alcançaram a quarta posição na etapa de Contagemm depois foram vice-campeões da etapa de Curitiba, ainda termina na quinta posição na etapa de Natal e Fortaleza e terminaram na quarta posição geral do circuito, depois disputaram a etapa de Coquimbo pelo Circuito Sul-Americano de Vôlei de Praia de 2016-17finalizando na quinta posição, finalizando a temporada neste mesmo posto na edição do SuperPraia de 2016 sediado em João Pessoa.No Circuito Mundial de Vôlei de Praia de 2016 ao lado de Márcio Araújo na vigésima quinta posição no Aberto de Vitória e na nona colocação no Aberto de Fortaleza, depois com Fernandão Magalhães finalizou no Aberto de Cincinnati, depois competiram na etapa de João Pessoa pelo Circuito Brasileiro de Vôlei de Praia Challenger de 2016.
Competiu ao lado de Bruno de Paula no Circuito Brasileiro Open de 2016-17, finalizando na quinta posição na etapa de Campo Grandee Uberlândia, quarto lugar em Brasília, nona posição na etapa de Curitiba e São José e o décimo terceiro lugar na etapa de João Pessoa, depois mudou de parceria  e disputou com Harley Marques e terminaram na décima terceira posição na etapa de Maceió e foram nonos colocados na edição do SuperPraia de 2017 sediado em Niterói.
Em 2017 competiu com Harley Marques no Circuito Brasileiro de Vôlei de Praia Challenger , quando alcançaram a nona posição na etapa de Maringá, a décima terceira posição na etapa de Bauru>, na nona posição na etapa de Palmas e o nono lugar no Rio de Janeiro.
Na temporada de 2017-18 do Circuito Brasileiro de Vôlei de Praia Open esteve com Vinícius Freitas terminando na vigésima quinta posição na etapa de Campo Grande, em décimo nono posto na etapa de Natal, em quarto lugar na etapa de Itapema, obtendo também a nona posição em Fortaleza e também em João Pessoa, ainda terminaram na quinta posição em Maceió, finalizando na oitava colocação geral no circuito.Ao lado de Vinícius Freitas alcançou a quinta posição na edição do SuperPraia de 2018 realizada em Brasília.
Voltou a competir com Márcio Araújo no Circuito Brasileiro de Vôlei de Praia Challenger de 2018, conquistaram o título da etapa de Maringá, repetindo o feito na etapa do Rio de Janeiro ao lado de Marcus Carvalhaes, e com Oscar Brandão finalizou na quinta posição em Jaboatão dos Guararapes.
No Circuito Mundial de Vôlei de Praia de 2018 iniciou ao lado de Vinícius Freitas finalizando na quadragésima nona posição no torneio quatro estrelas do Aberto de Huntington Beach e conquistaram a medalha de ouro no Aberto de Miguel Pereira, categoria uma estrela, depois ao lado de Oscar Brandão obteve o título no torneio categoria uma estrela de Manavgat, retornou a competir ao lado de Álvaro Filho não pontuando no torneio categoria quatro estrelas de Espinho e no cinco estrelas do torneio em Gstaad e foram quartos colocados no torneio três estrelas de Haiyang, mais tarde esteve novamente com Oscar Brandão obtendo posto no torneio duas estrelas de Agadir; mesma colocação obtida no categoria três estrelas de Qinzhou  e também na trigésima terceira colocação no quatro estrelas de Yangzhou pelo Circuito Mundial de 2019, iniciado em 2018.E com Oscar Brandão renovou a parceria para temporada 2018-19 do Circuito Brasileiro de Vôlei de Praia Open, terminando na nona posição na etapa de Palmas e disputando a qualificatório juntos classificaram para o tonrio principal da etapa de Vila Velha.

## Títulos e resultados
- Campeonato Mundial Universitário de Vôlei de Praia:2010[29]
- Torneio 1* de Manavgat do Circuito Mundial de Vôlei de Praia:2018[48]
- Torneio 1* de Miguel Pereira do Circuito Mundial de Vôlei de Praia:2018[48]
- Torneio 3* de Haiyang do Circuito Mundial de Vôlei de Praia:2018[48]
- Etapa do Chile do Circuito Sul-Americano de Vôlei de Praia:2011-12[49]
- Etapa do Chile do Circuito Sul-Americano de Vôlei de Praia:2010-11[36]
- Superpraia B:2014[84]
- Circuito Brasileiro de Voleibol de Praia Open:2015-16[93]
- Etapa de Porto Alegre do Circuito Brasileiro de Voleibol de Praia Open:2014-15[87]
- Etapa de Curitiba do Circuito Brasileiro de Voleibol de Praia Open:2015-16[92]
- Etapa de São José do Circuito Brasileiro de Voleibol de Praia Open:2014-15[86]
- Etapa de Curitiba do Circuito Brasileiro de Voleibol de Praia Open:2012[58]
- Etapa de Brasília do Circuito Brasileiro de Voleibol de Praia Open:2016-17[99]
- Etapa de Itapema do Circuito Brasileiro de Voleibol de Praia Open:2017-18[111]
- Etapa de Contagem do Circuito Brasileiro de Voleibol de Praia Open:2015-16[91]
- Etapa de Brasília do Circuito Brasileiro de Voleibol de Praia - Nacional: 2013-14[76]
- Etapa de Aracaju do Circuito Brasileiro de Voleibol de Praia - Nacional: 2012-13[63]
- Circuito Brasileiro de Voleibol de Praia - Challenger:2012[55]
- Circuito Brasileiro de Voleibol de Praia - Challenger:2015[90]
- Etapa do Rio de Janeiro do Circuito Brasileiro de Voleibol de Praia - Challenger:2018[118]
- Etapa de Maringá do Circuito Brasileiro de Voleibol de Praia - Challenger:2018[117]
- Etapa de Cabo Frio do Circuito Brasileiro de Voleibol de Praia - Challenger:2015[89]
- Etapa de Chapecó do Circuito Brasileiro de Voleibol de Praia - Challenger:2015[88]
- Etapa de Bauru do Circuito Brasileiro de Voleibol de Praia - Challenger:2014[85]
- Etapa de Campo Grande do Circuito Brasileiro de Voleibol de Praia - Challenger:2012[53]
- Etapa de Aracaju do Circuito Brasileiro de Voleibol de Praia - Challenger:2012[52]
- Etapa de João Pessoa do Circuito Brasileiro de Voleibol de Praia - Challenger:2016[96]
- Etapa de Teresina do Circuito Brasileiro de Voleibol de Praia - Challenger:2013[74]
- Etapa de Maceió do Circuito Brasileiro de Voleibol de Praia - Challenger:2012[54]
- Etapa Manaus  do Desafio Brasileiro de Vôlei de Praia 4x4:2012[57]
- Etapa Teresina  do Desafio Brasileiro de Vôlei de Praia 4x4:2012[57]
- Etapa do Distrito Federal do Circuito Estadual de Vôlei de Praia:2012[61]
- Etapa da Bahia do Circuito Estadual de Vôlei de Praia:2012[59]
- Etapa do Mato Grosso do Sul do Circuito Estadual de Vôlei de Praia:2011[37]
- Etapa do Rio Grande do Sul do Circuito Estadual de Vôlei de Praia:2012[62]
- Etapa do Paraíba do Circuito Estadual de Vôlei de Praia:2012[60]
- Etapa do Distrito Federal do Circuito Estadual de Vôlei de Praia:2011[38]

## Premiações individuais
[carece de fontes?]